# Platycoelia humeralis
Platycoelia humeralis är en skalbaggsart som beskrevs av Bates 1888. Platycoelia humeralis ingår i släktet Platycoelia och familjen Rutelidae. Inga underarter finns listade i Catalogue of Life.